# Burkina Faso en los Juegos Olímpicos de Río de Janeiro 2016
Burkina Faso participó en los Juegos Olímpicos de Río de Janeiro 2016 con un total de cinco deportistas, que compitieron en tres deportes. Rachid Sidibé fue el abanderado en la ceremonia de apertura.

## Participantes
Atletismo
- Hugues Fabrice Zango (salto triple masculino)[2]
- Marthe Koala (100 metros con obstáculos femenino)[2]

Judo
- Rachid Sidibé (+100 kg masculinos)[2]

Natación
- Thierry Sawadogo (50 metros estilo libre masculinos)[2]
- Angelika Ouedraogo (50 metros estilo libre femeninos)[2]